# Prvenstvo NSO Split 1970./71.
Prvenstvo Nogometnog saveza općine Split je bila liga četvrtog ranga natjecanja nogometnog prvenstva Jugoslavije u sezoni 1970./71. 
 
Sudjelovalo je 10 klubova, a prvak je bio Primorac iz Stobreča. 

## Ljestvica
| mj. | klub               | ut. | pob. | ner. | por. | gol+ | gol- | bod     |
| --- | ------------------ | --- | ---- | ---- | ---- | ---- | ---- | ------- |
| 1.  | Primorac Stobreč   | 18  | 14   | 4    | 0    | 50   | 16   | 26 (-6) |
| 2.  | Mračaj Runović     | 18  | 8    | 5    | 5    | 46   | 28   | 21      |
| 3.  | Uskok Klis         | 18  | 7    | 6    | 5    | 26   | 32   | 20      |
| 4.  | Tekstilac Sinj     | 18  | 8    | 2    | 8    | 48   | 40   | 18      |
| 5.  | Proleter Dugopolje | 18  | 4    | 8    | 6    | 35   | 35   | 16      |
| 6.  | Hvar               | 18  | 7    | 2    | 9    | 30   | 40   | 16      |
| 7.  | Jadran Supetar     | 18  | 7    | 1    | 10   | 40   | 53   | 15      |
| 8.  | Jedinstvo Srinjine | 18  | 6    | 2    | 10   | 51   | 51   | 14      |
| 9.  | Mosor Žrnovnica    | 18  | 6    | 1    | 11   | 30   | 40   | 13      |
| 10. | Kolektivac Postira | 18  | 5    | 4    | 9    | 25   | 48   | 11 (-3) |

## Rezultatska križaljka
| kratica | klub               | HVAR | JAD | JED | KOL | MOS | MRA | PRI | PRO | TEK | USK |
| --- | ------------------ | ---- | --- | --- | --- | --- | --- | --- | --- | --- | --- |
| HVAR | Hvar               |      |     |     | 2:0 |     | 1:0 | 1:3 | 2:2 |     | 2:0 |
| JAD | Jadran Supetar     |      |     |     | 3:0 |     | 3:4 | 2:4 | 4:2 |     | 4:1 |
| JED | Jedinstvo Srinjine |      |     |     | 3:3 |     | 5:3 | 0:2 | 5:2 |     | 7:1 |
| KOL | Kolektivac Postira | 1:0  | 3:1 | 3:1 |     | 0:3 | 2:2 | 1:6 | 1:1 | 4:1 | 1:2 |
| MOS | Mosor Žrnovnica    |      |     |     | 0:1 |     | 4:2 | 0:3 | 2:1 |     | 1:1 |
| MRA | Mračaj Runović     | 3:1  | 8:0 | 1:1 | 6:0 | 3:1 |     | 0:0 | 1:0 | 4:0 | 1:1 |
| PRI | Primorac Stobreč   | 5:1  | 4:2 | 3:2 | 4:1 | 3:2 | 3:0 |     | 2:0 | 2:0 | 2:0 |
| PRO | Proleter Dugopolje | 3:1  | 4:1 | 3:2 | 2:2 | 5:0 | 3:3 | 1:1 |     | 1:3 | 1:1 |
| TEK | Tekstilac Sinj     |      |     |     | 7:1 |     | 2:5 | 2:2 | 4:4 |     | 5:0 |
| USK | Uskok Klis         | 3:2  | 3:2 | 4:2 | 4:1 | 2:0 | 1:0 | 1:1 | 0:0 | 2:0 |     |
| |                    |      |     |     |     |     |     |     |     |     |     |
| podebljan rezultat - utakmice od 1. do 9. kola (1. utakmica između klubova) rezultat normalne debljine - utakmice od 10. do 18. kola (2. utakmica između klubova) rezultat nakošen - nije vidljiv redoslijed odigravanja međusobnih utakmica iz dostupnih izvora rezultat nakošen i smanjen * - iz dostupnih izvora nije uočljiv domaćin susreta prekrižen rezultat - poništena ili brisana utakmica p - utakmica prekinuta 3:0 p.f. / 0:3 p.f. - rezultat 3:0 bez borbe |                    |      |     |     |     |     |     |     |     |     |     |

Izvori: 

## Kvalifikacije za Dalmatinsku ligu
Igrano u kolovozu 1971.
| mj. | klub                      | ut. | pob. | ner. | por. | gol+ | gol- | bod |
| --- | ------------------------- | --- | ---- | ---- | ---- | ---- | ---- | --- |
| 1.  | Omladinac Vranjic         | 6   | 4    | 0    | 2    | 16   | 8    | 8   |
| 2.  | Jadral Obrovac            | 6   | 3    | 1    | 2    | 17   | 11   | 7   |
| 3.  | Uskok Klis                | 6   | 2    | 2    | 2    | 8    | 12   | 6   |
| 4.  | Biograd (Biograd na Moru) | 6   | 1    | 1    | 4    | 6    | 16   | 3   |

| kratica | klub                      | BIO | JAD | OML | USK |
| --- | ------------------------- | --- | --- | --- | --- |
| BIO | Biograd (Biograd na Moru) |     | 2:0 | 0:1 |     |
| JAD | Jadral Obrovac            | 6:2 |     | 5:3 | 5:1 |
| OML | Omladinac Vranjic         | 6:0 | 2:0 |     | 4:0 |
| USK | Uskok Klis                | 2:2 | 1:1 | 3:0 |     |
| |                           |     |     |     |     |
| podebljan rezultat - utakmice od 1. do 3. kola (1. utakmica između klubova) rezultat normalne debljine - utakmice od 4. do 6. kola (2. utakmica između klubova) rezultat nakošen - nije vidljiv redoslijed odigravanja međusobnih utakmica iz dostupnih izvora rezultat nakošen i smanjen * - iz dostupnih izvora nije uočljiv domaćin susreta prekrižen rezultat - poništena ili brisana utakmica p - utakmica prekinuta 3:0 p.f. / 0:3 p.f. - rezultat 3:0 bez borbe |                           |     |     |     |     |